# Alexander Kribic
Alexander Kribic (* 17. Dezember 1910 in Harburg; † 28. August 1987 in Hamburg) war ein deutscher Turner. Er turnte zunächst für den ATV 1865 Harburg, später für die Hamburger Turnerschaft von 1816.

## Leben und sportliche Karriere
1924 fing Kribic mit dem Turnen beim ATV 1865 Harburg an. Im damaligen Kreis Harburg wurde er mehrmaliger 1. Kreisfestsieger. Auf dem Deutschen Turnfest 1933 in Stuttgart konnte er den 25. Platz im Zehnkampf erringen. Auf dem Bremer Gaufest 1935 wurde er zweiter Zehnkampfsieger und bei den Deutschen Turnmeisterschaften 1935 in Frankfurt 13. im Zwölfkampf.
Bei den Olympiaausscheidungen 1935 wurde er in der Gaugruppe Nord viertbester Turner.
1936 turnte er zum ersten Mal in der Deutschlandriege.
Beim Turnkampf ATV Harburg gegen die HTBU am 31. Mai 1937 in der Turnhalle am Klinikweg in Hamburg belegte Kribic in der Einzelwertung vor dem Hamburger Spitzenturner Walter Behrens den ersten Platz.
Ende März/Anfang April 1938 turnte er als Mitglied der Deutschlandriege auf einer Werbereise in Österreich. Auf dieser Reise waren 36 deutsche Spitzenturner in zwei Deutschlandriegen versammelt worden.
Im Dezember 1938 war er einziger Vertreter der Nordmark in der A-Klasse und damit der Reichsriege der 40 besten deutschen Turner.
Kribic wurde vier Mal in Folge Norddeutscher Turnmeister: 1937 in Harburg, 1938 in Meldorf, 1939 in Bergedorf und 1940 in Kiel.